# Sony Ericsson K700
Sony Ericsson K700 byl vyroben v roce 2004 jako high-endový telefon, jeho nástupce je Sony Ericsson K750.

Byl vytvořen jako mobil-fotoaparát. Z jedné strany mobilní telefon a z druhé připomínal fotoaparát. Jeho parametry jsou z dnešního pohledu směšné, ale vynikal zejména kvalitním fotoaparátem (rozlišení 640x480pix.) a displejem o rozlišení 176x220pix..
Hlavní nevýhoda spočívala v absenci paměťových karet (paměť telefonu je 41MB).

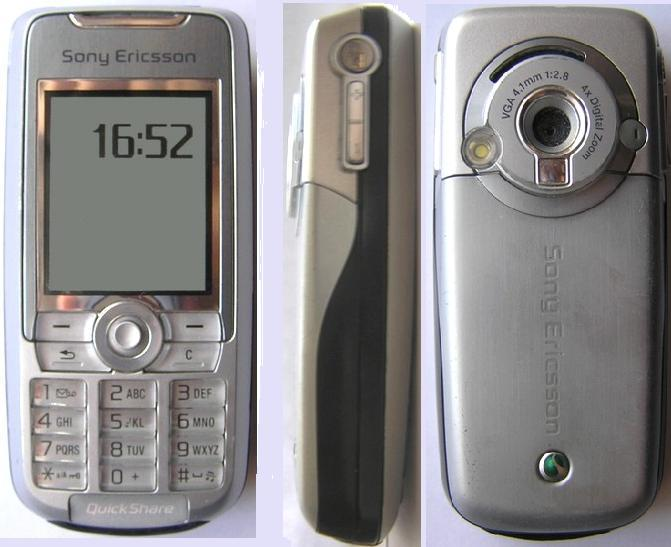
Sony Ericsson K700i